# Julien Wanders
Julien Wanders (* 18. März 1996 in Genf) ist ein schweizerisch-französischer Langstreckenläufer. Er vertritt international die Schweiz und hält den Europarekord über die Halbmarathon-Distanz und zusammen mit Dominic Lobalu den Europarekord im 10-km-Strassenlauf.

## Karriere
Julien Wanders startet für den Leichtathletikverein Stade Genève. Am 18. Dezember 2016 stellte Wanders mit einer Zeit von 28:22 min am 10-km-Strassenrennen in Houilles einen neuen Schweizer Rekord über 10 km Strasse auf. Die alte Bestmarke von Markus Ryffel aus dem Jahr 1986 unterbot er dabei um drei Sekunden. Am 19. März 2017 gab Wanders bei der Stramilano sein Debüt über die Halbmarathon-Distanz. Mit einer Zeit von 1:01:43 h pulverisierte er den alten U23-Rekord von Viktor Röthlin um fast dreieinhalb Minuten und verpasste den bestehenden Schweizer Rekord von Tadesse Abraham um nur 59 Sekunden. Im Elite-Rennen wurde er Vierter und liess dabei Lauf-Grössen wie den damaligen Marathon-Europameister Daniele Meucci hinter sich.
Am 8. Oktober 2017 verbesserte er in Durban seinen eigenen Schweizer Rekord über 10 km Strasse um zehn Sekunden und beendete das Rennen hinter den beiden Ugandern Joshua Cheptegei und Stephen Kissa. Dieser Rekord hatte jedoch weniger als drei Monate Bestand. Am 31. Dezember desselben Jahres drückte er bei der Corrida de Houilles die Bestzeit um weitere 11 Sekunden herunter, das Rennen gewann er vor dem Äthiopier Jemal Yimer Mekonnen. Mit dieser persönlichen Bestzeit pulverisierte der Doppelbürger nicht nur den Schweizer, sondern auch den französischen Rekord. Der französische Rekord wurde aber im Nachhinein nicht anerkannt, da Wanders als Junior bereits die Schweiz international vertreten hatte. Durch eine nicht rückwirkend geltende Regeländerung können sich Doppelbürger wie Wanders allerdings ab dem 1. April 2018 in französische Rekordlisten eintragen, auch wenn sie ein anderes Land international vertreten.
Sein mittlerweile hohes Leistungsniveau stellte Wanders auch 2018 unter Beweis: Den Mitja Marató de Barcelona absolvierte er am 11. Februar 2018 als Zweiter in 1:00:09 h und unterbot damit den Schweizer Halbmarathonrekord von Tadesse Abraham um 33 Sekunden. Mit dieser Zeit hätte er erneut auch den französischen Rekord gebrochen. Etwas mehr als einen Monat später lief er schliesslich an den Halbmarathon-Weltmeisterschaften in Valencia mit einer Zeit von 1:01:03 h auf den achten Rang. An den Leichtathletik-Europameisterschaften in Berlin trat Wanders über 5000 sowie 10'000 Meter an, die er auf dem achten respektive siebten Rang beendete.
Am 14. Oktober 2018 verbesserte Wanders beim City Surf Run in Durban den acht Jahre alten Europarekord über 10 km von Mo Farah um 12 Sekunden auf 27:32 min und beendete den Lauf als Zweiter hinter Joshua Cheptegei, der mit 27:16 min einen neuen Streckenrekord aufstellte. Am 30. Dezember 2018 verbesserte er seinen Rekord erneut als Sieger der Corrida de Houilles auf 27:25 min.
| Europarekord Halbmarathon, Ra’s al-Chaima, 8. Februar 2019 | Europarekord Halbmarathon, Ra’s al-Chaima, 8. Februar 2019 | Europarekord Halbmarathon, Ra’s al-Chaima, 8. Februar 2019 | Europarekord Halbmarathon, Ra’s al-Chaima, 8. Februar 2019 |
| Distanz                                                    | Split                                                      | Gesamtzeit                                                 |                                                            |
| ---------------------------------------------------------- | ---------------------------------------------------------- | ---------------------------------------------------------- | ---------------------------------------------------------- |
| 5 km                                                       | 14:13 min                                                  | 14:13 min                                                  |                                                            |
| 10 km                                                      | 13:58 min                                                  | 28:11 min                                                  |                                                            |
| 15 km                                                      | 13:46 min                                                  | 41:56 min                                                  |                                                            |
| 20 km                                                      | 14:08 min                                                  | 56:03 min                                                  |                                                            |
| 21,0975 km                                                 | 3:10 min                                                   | 59:13 min                                                  |                                                            |

Am 8. Februar 2019 gelang Wanders beim RAK-Halbmarathon in Ra’s al-Chaima mit 59:13 min ein weiterer Europarekord. Er war erst der 5. Europäer, der über die Halbmarathondistanz eine Zeit unter einer Stunde lief. 10 Tage darauf gewann er trotz zwischenzeitlicher Krankheit ein 5-km-Strassenrennen in Monaco in 13:29 min. Mit dieser Zeit stellte er ausserdem den ersten offiziellen Weltrekord über die 5-km-Distanz auf, da der Weltverband IAAF diesen Rekord erst seit 2019 führt und in den vorherigen Jahren erzielte schnellere Zeiten deshalb nicht gezählt wurden. Dieser hatte bis zum 19. November 2019 Bestand. Sein Europarekord wurde am 16. Februar 2020 durch Jimmy Gressier um 11 Sekunden unterboten.
Im Herbst 2019 nahm Wanders an seinen ersten Leichtathletik-Weltmeisterschaften in Doha teil. Diese verliefen für den damals 23-Jährigen jedoch enttäuschend, nachdem er sich in der Vorbereitung auf die Weltmeisterschaften mit einer Krankheit hatte herumschlagen müssen. Im Rennen über 5000 Meter schied Wanders als 25. mit einer Zeit von 13:38,95 min im Vorlauf aus. Über 10'000 Meter gab er das Rennen auf.
Am 1. Dezember 2019 gewann er zum dritten Mal in Folge die Course de l’Escalade in Genf. Nur eine Woche später lief er an den Crosslauf-Europameisterschaften in Lissabon auf den vierten Rang und verpasste Bronze um bloss vier Sekunden.
Zu Beginn der Saison 2020 verbesserte er in Valencia seinen eigenen Europarekord über 10 km Strasse auf 27:13 min. Es folgte im Februar ein Start beim renommierten RAK-Halbmarathon, den Wanders in 1:00:46 h beendete. Nach einigen wenigen Bahnrennen im Sommer, auch bedingt durch die Corona-Situation, startete der Schweizer im Oktober bei der Halbmarathon-Weltmeisterschaft in Gdynia (Polen). Er belegte dort den 21. Platz in einer Zeit von, wie schon 8 Monate zuvor, 1:00:46 h. Am Nikolaustag lief Wanders in Valencia sein letztes Rennen des Jahres und konnte mit einer Zeit von 59:55 min unter der 60-Minuten-Grenze bleiben. 
Im Frühjahr des Olympiajahres 2021 erlitt Wanders eine Lungenentzündung, die dafür sorgte, dass er einen grossen Trainingsrückstand erlitt, den er in diesem Jahr nicht mehr aufzuholen vermochte. Er lief zwischen April und Juli verschiedene Strassen- und Bahnrennen, konnte bei diesen aber nicht überzeugen und blieb teils weit hinter seinen Bestzeiten zurück. Bei den Olympischen Spielen in Tokio nahm er über die 10'000-Meter-Distanz teil, konnte seine eigenen Erwartungen einer Top-10- bis Top-15-Platzierung aber nicht erreichen und belegte letztendlich den 21. Platz. Auf seinem Instagram-Account verkündete er später, dass bei einem MRT eine starke Reizung am Ansatz der Ischiocruralen Muskulatur («the hamstring attachement was badly irritated») festgestellt wurde, mit der Wanders mehrere Monate trainierte und auch Wettkämpfe bestritt. Er kündigte an, einige Wochen auf das Laufen zu verzichten, um seinem Bein die nötige Erholung zu geben.
Im Dezember 2021 nahm Wanders bei den Crosslauf-Europameisterschaften teil, musste dort nach mutigem Beginn aber viele Läufer an sich vorbeiziehen lassen und belegte letztendlich den 63. Rang. Er sagte nach dem Rennen, dass er ab dem ersten Kilometer mit Seitenstechen zu kämpfen hatte.
Wanders lebt und trainiert mehrheitlich in seiner Wahlheimat Iten im Hochland Kenias.

## Persönliche Bestleistungen
(Stand: 12. Januar 2020)
- 1500 m: 3:39,30 min, 3. August 2019, Bern
- 3000 m: 7:43,62 min, 9. Juli 2019, Luzern
- 5000 m: 13:13,84 min, 5. Juli 2019, Lausanne
- 10'000 m: 27:17,29 min, 17. Juli 2019, Hengelo, Schweizer Rekord
- 5-km-Strassenlauf: 13:29 min, 17. Februar 2019, Monaco, Schweizer Rekord
- 10-km-Strassenlauf: 27:13 min, 12. Januar 2020, Valencia, Europarekord
- Halbmarathon: 59:13 min, 8. Februar 2019, Ra’s al-Chaima, Europarekord
- Marathon: 2:11:52 h, 3. April 2022, Paris